# Landtagswahl in Tirol 2018
- SPÖ: 6
- GRÜNE: 4
- FRITZ: 2
- NEOS: 2
- ÖVP: 17
- FPÖ: 5

Die Landtagswahl in Tirol 2018 fand am 25. Februar 2018 statt. 537.273 Personen waren wahlberechtigt.

## Voraussetzungen

### Ausgangslage
Bei der Landtagswahl in Tirol 2013 wurde die ÖVP mit leichten Stimmverlusten stärkste Partei, wobei sie mit 39,4 % nach 2008 zum zweiten Mal in der Geschichte die absolute Mandatsmehrheit in Tirol verpasste. Auch die SPÖ verzeichnete leichte Verluste und verbuchte mit 13,7 % der Stimmen ihr bisher schlechtestes Landesergebnis. Die Grünen Tirol konnten dank leichter Zugewinne mit 12,6 % ihr bisher bestes Ergebnis erzielen und wurden nach 2003 zum zweiten Mal drittstärkste Kraft in Tirol. Viertstärkste Kraft wurde die Liste Vorwärts Tirol, eine Neugründung ehemaliger ÖVP- und SPÖ-Politiker, die beim erstmaligen Antreten 9,5 % erreichte. Dahinter folgte die FPÖ mit 9,3 % und die Liste FRITZ mit 5,6 %, die jeweils stärkere bis starke Verluste hinnehmen mussten.
Nach der Landtagswahl ging die ÖVP erstmals eine Koalitionsregierung mit den Grünen ein, wobei der Landesregierung Platter II sechs Mitglieder der ÖVP sowie zwei Grüne Landesräte angehörten. Während der Legislaturperiode spaltete sich 2015 der Klub von der Partei Vorwärts Tirol ab und gründete die Partei Impuls-tirol.

### Zeitlicher Ablauf
Die Landesregierung hat nach dem Beschluss des Landtages über dessen Auflösung vor dem Ablauf der fünfjährigen Gesetzgebungsperiode in ihrer Sitzung am 21. November 2017 beschlossen, die Wahl zum Tiroler Landtag für den 25. Februar 2018 festzusetzen. Die Kundmachung der Wahlausschreibung wurde in der Folge am 27. November 2013 im Landesgesetzblatt publiziert, wobei dieses Datum als Tag der Wahlausschreibung galt. Als Stichtag wurde der 28. November 2013 erklärt. In der Folge wurden ab dem 18. Dezember 2017 die Wählerverzeichnisse aufgelegt, die bis spätestens 22. Dezember 2017 beeinsprucht werden konnten. Für die wahlwerbenden Parteien bestand bis zum 4. Jänner 2018 die Möglichkeit zur Einreichung der Wahlvorschläge bei den Kreiswahlbehörden, die Landeswahlvorschläge mussten bis 18. Jänner 2018 eingebracht werden.
Die Landeswahlbehörde veröffentlichte in der Folge am 29. Jänner die Zulassung von elf Listen bei der Landtagswahl. Neben den sechs im Landtag vertretenen Parteien ÖVP, SPÖ, GRÜNE, Impuls-tirol, FPÖ und FRITZ reichten auch NEOS und die Liste Family – Die Tiroler Familienpartei Wahlvorschläge ein. Sieben der acht wahlwerbenden Gruppierungen reichten Wahlvorschläge in allen Wahlkreisen ein, die Liste Impuls tirol kandidierte in allen Wahlkreisen mit Ausnahme des Wahlkreises Schwaz.

### Wahlrecht
Die Landtagswahl 2018 wurde nach der „Tiroler Landtagswahlordnung 2017“ durchgeführt. Nachdem vor der Landtagswahl 2008 bereits das passiven und aktiven Wahlalters gesenkt und die „Auslandstiroler“ bei der Wahl zugelassen wurde (Tiroler Landtagswahlordnung 2008 – TLWO 2008), ermöglicht die 2011 beschlossene Reform erstmals bei der Landtagswahl auch die Vergabe von Vorzugsstimmen auf Landesebene. Zuvor waren Vorzugsstimmen nur auf Bezirksebene möglich gewesen. Gleichzeitig wurde die Möglichkeit einer Listen-Koppelung abgeschafft, Wahlkarten müssen zudem am Wahlabend bei der Behörde eingetroffen sein. Durch die 2017 beschlossenen Änderungen in der Wahlordnung müssen Briefwahlstimmen nun bereits am Wahltag ausgezählt werden. Zudem wurden Bestimmungen zur Bestellung parteiloser Wahlbeisitzer beschlossen.
Das aktive Wahlrecht bei der Landtagswahl 2018 besaßen all jene Personen, die spätestens am Wahltag das 16. Lebensjahr vollendet hatten, die österreichische Staatsbürgerschaft besaßen und über einen Hauptwohnsitz in Tirol verfügten. Zudem durften die Personen vom Wahlrecht nicht ausgeschlossen sein. Ein Ausschluss vom Wahlrecht bestand, wenn ein inländisches Gericht einen Bürger „wegen einer oder mehrerer mit Vorsatz begangener strafbarer Handlungen zu einer mehr als einjährigen Freiheitsstrafe rechtskräftig verurteilt“ hatte. Seit der Wahlrechtsreform 2008 sind bei der Landtagswahl auch österreichische Staatsbürger wahlberechtigt, die vor der Verlegung ihres Hauptwohnsitzes in das Ausland diesen in Tirol hatten und alle anderen Voraussetzung für die Stimmberechtigung erfüllten. Das Wahlrecht wurde diesen Bürgern für die Dauer ihres Aufenthaltes im Ausland, längstens jedoch für zehn Jahre, gewährt. Passiv wahlberechtigt waren bei der Landtagswahl 2018 alle österreichischen Staatsbürger mit Hauptwohnsitz in Tirol, soweit sie am Wahltag das 18. Lebensjahr vollendet hatten und nicht vom Wahlrecht ausgeschlossen waren.

## Parteien und Kandidaten
Folgende Parteien reichten Landeswahlvorschläge ein und traten mit folgenden Parteibezeichnungen und Spitzenkandidaten an:
| Partei                                                        | Kürzel   | Spitzenkandidat              |
| ------------------------------------------------------------- | -------- | ---------------------------- |
| Landeshauptmann Günther Platter Tiroler Volkspartei           | VP TIROL | Günther Platter              |
| Sozialdemokratische Partei Österreich – Tirol                 | SPÖ      | Elisabeth Blanik             |
| Die Grünen – Die Grüne Alternative Tirol                      | GRÜNE    | Ingrid Felipe                |
| Freiheitliche Partei Österreichs – die Tiroler Freiheitlichen | FPÖ      | Markus Abwerzger             |
| Bürgerforum Tirol – Liste Fritz                               | FRITZ    | Andrea Haselwanter-Schneider |
| NEOS – Das neue Tirol                                         | NEOS     | Dominik Oberhofer            |
| Family – Die Tiroler Familienpartei                           | FAMILY   | Andrea Krumschnabel          |
| impuls tirol                                                  | IMPULS   | Josef Schett                 |

Impuls tirol trat nicht an im Wahlkreis Schwaz. Alle übrigen Parteien kandidierten mit Kreiswahlvorschlägen in allen neun Wahlkreisen, die den Tiroler Bezirken entsprechen.
Die Partei Vorwärts Tirol, die bei der Landtagswahl 2013 vier Sitze errang, kandidierte nicht mehr. Drei der für diese Partei gewählten Abgeordneten kandidierten für andere Parteien: Josef Schett und Maria Zwölfer waren die beiden ersten Bewerber im Landeswahlvorschlag von impuls tirol, Andrea Krumschnabel war Spitzenkandidatin von Family.

### Landeshauptmann Günther Platter Tiroler Volkspartei (VP TIROL)
Die Tiroler Volkspartei trat nach 2013 zum zweiten Mal mit dem amtierenden Landeshauptmann Günther Platter als Spitzenkandidat an. Nach dem historisch schlechtesten Wahlergebnis der ÖVP in Tirol 2013 (39,4 %) legte Platter lediglich das Überspringen der 40-Prozent-Marke als Ziel fest. Die ÖVP rückte Landeshauptmann Platter ins Zentrum ihres Wahlkampfs, das Wahlprogramm wurde unter dem Titel „Vorsprung Tirol“ veröffentlicht.

### Sozialdemokratische Partei Österreich – Tirol (SPÖ)
Die Tiroler Sozialdemokraten gingen 2018 mit Elisabeth Blanik als Spitzenkandidaten in die Landtagswahl. Die Lienzer Bürgermeisterin hatte erst 2016 das Amt der Landesparteiobfrau übernommen und strebte bei der Landtagswahl das Ziel an, „stärkste Oppositionspartei“ zu werden. Der zweite der SPÖ-Landesliste Georg Dornauer gab das Erreichen des zweiten Platzes als Ziel an und sah bei der SPÖ das Potenzial, bei der Wahl 25 % der gültigen Stimmen zu erreichen. In ihrem Wahlprogramm „Freu dich Tirol :)“ setzte die SPÖ vor allem auf die Themen Soziales, Arbeit, Wohnraum, Bildung, Mobilität und Umwelt, Stärkung der Gemeinden, Lebensqualität, Sicherheit und Landwirtschaft.

### Die Grünen – Die Grüne Alternative Tirol (GRÜNE)
Die Grünen Tirol gingen nach 2013 erneut mit Ingrid Felipe als Spitzenkandidatin in die Landtagswahl. Nach dem Ausscheiden der Grünen aus dem Nationalrat im Herbst 2017 und dem Rückzug von Felipe als Bundessprecherin der Grünen gab sich die Parteispitze im Formulieren eines konkreten Wahlziels bedeckt. Klar angestrebt wurde jedoch eine Fortführung der Regierungskoalition mit der ÖVP. Im Vorwort ihres Wahlprogramms „Nur mit Dir. Grünes Wahlprogramm 2018“ stellte die Partei die Themen leistbares Wohnen, Transitreduktion, Solarkraftausbau und Umweltschutz ins Zentrum. Diese Themen spiegelten sich auch in den Wahlplakaten der Grünen wider, wo sich die Grünen unter anderem als „Umweltfighter“ präsentierten.

### NEOS – Das Neue Tirol (NEOS)
Die NEOS – Das Neue Österreich und Liberales Forum traten zum ersten Mal bei einer Landtagswahl in Tirol an. Sie schickten den Hotelier Dominik Oberhofer als Spitzenkandidaten in den Landtag, der sich den Einzug in den Landtag als Wahlziel setzte. Zudem wünschte sich Oberhofer eine Koalition mit der ÖVP nach der Landtagswahl. In ihrem Wahlprogramm setzten die NEOS auf die Themen Verkehr, Lehre, Medizinische Versorgung, Digitalisierung, Pflege, Wohnen, Chancen, Verantwortung und Transparenz.

### Family – Die Tiroler Familienpartei (FAMILY)
Family – Die Tiroler Familienpartei war von der Landtagsabgeordneten Andrea Krumschnabel gegründet worden. Nach ihrem Ausschluss aus der Partei Vorwärts Tirol im Jahr 2014 verblieb die Erziehungsberaterin Krumschnabel als wilde Abgeordnete im Landtag und gründete in der Folge die Partei Family, für die sie auch als Spitzenkandidatin in die Landtagswahl zog. Als Wahlziel formulierte Krumschnabel das Erreichen mehrerer Mandate. Thematisch orientiert sich die Partei ganz am Querschnittsthema Familien, wobei sich die Partei nicht nur für die klassische Vater-Mutter-Kind-Konstellation, sondern auch Patchwork-Familien oder gleichgeschlechtliche Eltern mit Kindern einsetzte.

## Fairnesspakt und Wahlkampfkosten
Im Vorfeld der Wahl unterzeichneten fünf der acht wahlwerbenden Parteien ein Abkommen für fairen Wahlkampf. Mit dem Fairnesspakt luden ÖVP und Grüne alle kandidieren Wahlparteien ein, für einen „fairen, kurzen, sparsamen und auf der Basis sachlicher Argumente geführten Wahlkampf“ zu unterschreiben. Zu den Richtlinien des Paktes gehörten beispielsweise das Bewerben der positiven Eigenschaften der eigenen Kandidaten und nicht auf das Schlechtmachen von anderen Parteien oder Kandidaten sowie eine Selbstbeschränkung der Regierungsparteien ÖVP und Grüne, die Öffentlichkeitsarbeit des Landes Tirol in den letzten Wochen vor dem Wahltag nicht über dem Rahmen des üblichen Handels zu fördern. Zudem wurde eine Offenlegung der Wahlkampfkosten vereinbart. Der Fairnesspakt wurden von ÖVP, Grünen, SPÖ, NEOS und der Family-Partei unterzeichnet, die Liste Fritz sprach sich gegen ein Fairnessabkommen knapp vor der Wahl aus. Die FPÖ, nach Kritik am martialisch inszenierten FPÖ-Wahlkampfauftakt, und die Liste Impuls Tirol hatten nicht an den Verhandlungen zum Pakt teilgenommen.
Die Wahlkampfkosten wurden von der ÖVP mit maximal 1,5 Millionen Euro angegeben. Hinzu kamen noch die privaten Ausgaben der Vorzugsstimmenwerber. Die SPÖ bezifferte ihr Wahlkampfbudget mit 350.000 Euro, die Grünen mussten ihre Wahlkampfausgaben nach dem Ausscheiden der Grünen aus dem Nationalrat auf 450.000 Euro schrumpfen. NEOS veranschlagten 300.000 Euro als Wahlkampfkosten, die Family-Partei stellte 20.000 Euro für den Wahlkampf auf. Von den nicht im Fairnesspakt vertretenen Listen wies die FPÖ mit 800.000 Euro das größte Budget auf. Die Liste Fritz wollte 500.000 Euro, Impuls 20.000 Euro einsetzen. Insgesamt belief sich das Wahlkampfbudget der wahlwerbenden Parteien damit auf rund 3,9 Millionen Euro.

## Umfragen
Auf die Frage, welche Partei die Tiroler wählen würden, wäre am kommenden Sonntag Landtagswahl, antworteten die Befragten wie folgt: 

### Sonntagsfrage
(Hinweis: Die statistische Schwankungsbreite (Abweichung) beträgt zwischen 3 und 5 Prozent.)
| Institut         | Datum      | ÖVP   | SPÖ   | GRÜNE | impuls | FPÖ   | FRITZ | NEOS | Sonst. |
| ---------------- | ---------- | ----- | ----- | ----- | ------ | ----- | ----- | ---- | ------ |
| IFAP             | 10.02.2018 | 39–41 | 15–17 | 11–13 | n. a.  | 16–18 | 5–6   | 6–7  | 2–3    |
| Research Affairs | 28.12.2017 | 38    | 14    | 12    | n. a.  | 24    | 3     | 5    | 4      |
| GMK              | 16.12.2017 | 45    | 12    | 10    | 2      | 20    | 4     | 6    | 1      |
| BrandSupport     | 06.2017    | 41.5  | 14    | 15    | –      | 16,5  | 4     | 4    | 5      |
| Market           | 16.05.2017 | 41    | 13    | 13    | –      | 22    | 6     | 4    | 1      |
| Research Affairs | 27.12.2016 | 33    | 13    | 17    | 3      | 25    | 3     | 5    | 1      |
| IFAP             | 21.12.2016 | 41    | 14    | 14    | –      | 21    | 4     | 4    | –      |
| GMK              | 06.12.2016 | 41    | 12    | 14    | 1      | 25    | 3     | 3    | 1      |
| Research Affairs | 28.12.2015 | 35    | 12    | 16    | 3      | 19    | 5     | 6    | 4      |
| GMK              | 28.12.2015 | 38    | 9     | 13    | 2      | 29    | 4     | 4    | 1      |
| GfK              | 19.04.2014 | 39    | 13    | 16    | 1,5    | 13    | 5     | 4    | 5,5    |
| GMK              | 29.12.2014 | 42    | 17    | 12    | 3      | 15    | 3     | 3    | 5      |
| Gallup           | 27.12.2014 | 38    | 15    | 15    | 3      | 13    | 4     | 7    | –      |
| GMK              | 31.12.2013 | 41    | 11    | 16    | 2      | 15    | 2     | 8    | 3      |
| Karmasin         | 22.12.2013 | 41    | 13    | 14    | 6      | 12    | 4     | –    | 10     |

## Ergebnisse

### Gesamtergebnis

Mehrheiten bei der Landtagswahl nach Gemeinden: die ÖVP wurde nahezu überall stärkste Partei, nur zwei Gemeinden (Sellrain und Lienz) wiesen eine SPÖ-Mehrheit auf

|          | Ergebnisse 2018 | Ergebnisse 2018 | Ergebnisse 2018 | Ergebnisse 2013 | Ergebnisse 2013 | Ergebnisse 2013 | Differenzen | Differenzen | Differenzen |
| -------- | --------------- | --------------- | --------------- | --------------- | --------------- | --------------- | ----------- | ----------- | ----------- |
|          | Stimmen         | %               | Mand.           | Stimmen         | %               | Mand.           | Stimmen     | %           | Mand.       |
| Gesamt   | 322.379         | 60,00 %         | 36              | 321.611         | 60,40 %         | 36              | +768        | −0,40 %     |             |
| Ungültig | 2.245           | 0,70 %          |                 | 4.759           | 1,48 %          |                 | −2.514      | −0,78 %     |             |
| Gültig   | 320.134         | 99,30 %         |                 | 316.852         | 98,52 %         |                 | +3.282      | +0,78 %     |             |
| Partei   |                 |                 |                 |                 |                 |                 |             |             |             |
| VP TIROL | 141.691         | 44,26 %         | 17              | 124.689         | 39,35 %         | 16              | +17.002     | +4,91 %     | +1          |
| SPÖ      | 55.223          | 17,25 %         | 6               | 43.469          | 13,72 %         | 5               | +11.754     | +3,53 %     | +1          |
| GRÜNE    | 34.168          | 10,67 %         | 4               | 39.904          | 12,59 %         | 5               | −5.736      | −1,92 %     | −1          |
| FPÖ      | 49.727          | 15,53 %         | 5               | 29.594          | 9,34 %          | 4               | +20.133     | +6,19 %     | +1          |
| FRITZ    | 17.471          | 5,46 %          | 2               | 17.785          | 5,61 %          | 2               | −314        | −0,15 %     | ±0          |
| NEOS     | 16.670          | 5,21 %          | 2               | n.k.            | n.k.            | n.k.            | +16.670     | +5,21 %     | +2          |
| FAMILY   | 3.645           | 1,14 %          | 0               | n.k.            | n.k.            | n.k.            | +3.645      | +1,14 %     | ±0          |
| IMPULS   | 1.539           | 0,48 %          | 0               | n.k.            | n.k.            | n.k.            | +1.539      | +0,48 %     | ±0          |

## Folgen
Nach dem Wahlsieg der ÖVP kündigte Landeshauptmann Platter die Aufnahme von Sondierungsgesprächen mit allen im Landtag vertretenen Parteien an. Nach den ersten Sondierungsgesprächen wurden vor allem der SPÖ und den Grünen Chancen auf eine Regierungsbeteiligung gegeben. Am 8. März 2018 verkündete Platter schließlich mit den Grünen in „ergebnisoffene Gespräche“ zu gehen. Zuvor war die SPÖ während der Sondierungsgespräche nach interne Zwistigkeiten als möglicher Regierungspartner ausgeschieden, die FPÖ stolperte über rechtsextreme Vorfälle einiger ihrer Funktionäre. Am 20. März verkündeten ÖVP und Grüne die Einigung auf eine Koalition und bildeten in der Folge die Landesregierung Platter III.
Nachdem die FPÖ das sechste Mandat nur um 31 Stimmen verfehlt hatte, beantragte die FPÖ bei der Landeswahlbehörde die Überprüfung der „zahlenmäßigen Ermittlung des Wahlergebnisses“. Da Übertragungsfehler oder eine falsche Aufsummierung von Teilergebnissen von der Wahlbehörde ausgeschlossen werden konnten und die von der FPÖ aufgeworfenen Fragen der Gültigkeit oder Ungültigkeit von Stimmzetteln nicht Gegenstand der beantragten Überprüfung seien, wurde der Antrag der FPÖ abgelehnt. Im Vorfeld hatte die FPÖ immer wieder die Neuauszählung der Stimmen gefordert.